# سرطان كماني منادي
سرطان كماني منادي (الاسم العلمي: Uca vocans) هو نوع من الحيوانات يتبع جنس السرطان الكماني من فصيلة السرطانات الشبحية.